# Kreis- und Hyperbelfunktionen
Sowohl die Winkelfunktionen (z. B. Sinus, Kosinus) als auch die Hyperbelfunktionen (Sinus hyperbolicus, Kosinus hyperbolicus, Tangens hyperbolicus und Kotangens hyperbolicus) sind mathematische Funktionen, die sowohl für alle reellen als auch komplexen Zahlen definiert sind.
In diesem Artikel werden nur die Sinus- und Kosinus-Funktionen detailliert behandelt. Die Tangens-, Kotangens-, Sekans- und Kosekans-Funktionen sowie ihre analogen Hyperbelfunktionen ähneln diesen in ihren Definitionen und Eigenschaften.

## Definitionen
Beide Gruppen von Funktionen lassen sich unter anderem durch die Exponentialfunktion oder ihre Taylorreihenentwicklung definieren.
Die ähnlichen Namen (z. B. Sinus, Sinus hyperbolicus) lassen sich durch die ähnlichen Definitionen und Eigenschaften verstehen.
Oft unterscheiden sich die Kreis- und Hyperbelfunktion in Definition oder Eigenschaften nur darin, dass die Funktionsvariable der Kreisfunktion durch das Produkt aus imaginärer Einheit mit der Funktionsvariablen ersetzt wird, oder das positive und negative Vorzeichen vertauscht sind.

### Definition über die Exponentialfunktion
Die Definitionen von Kreis- und Hyperbelfunktionen über die Exponentialfunktion erlauben es, das Funktionsverhalten auf eine bekannte Funktion zurückzuführen.
Sie werden daher häufig benutzt.
{\displaystyle \sin(z)={\frac {e^{iz}-e^{-iz}}{2i}}}
{\displaystyle \sinh(z)={\frac {e^{z}-e^{-z}}{2}}}
{\displaystyle \cos(z)={\frac {e^{iz}+e^{-iz}}{2}}}
{\displaystyle \cosh(z)={\frac {e^{z}+e^{-z}}{2}}}

#### Herleitung
Aus der Eulerschen Formel lässt sich die Schreibweise des {\displaystyle \sin(z)} und des {\displaystyle \cos(z)} als Summe von Exponentialfunktionen herleiten. Die Eulersche Formel lautet:
{\displaystyle e^{i\varphi }=\cos \varphi +i\sin \varphi }.
Außerdem folgt daraus
{\displaystyle e^{-i\varphi }=\cos \varphi -i\sin \varphi }.
Da der Kosinus eine gerade Funktion ist, kann das Minuszeichen weggelassen werden. Der Sinus ist ungerade und man darf daher das Minuszeichen vor die Funktion ziehen.
Wenn man nun die zweite Gleichung von der Ersten subtrahiert und nach {\displaystyle \sin \varphi } auflöst, dann erhält man die oben genannte Gleichung für {\displaystyle \sin(z)}. Die Formel für {\displaystyle \cos(z)} erhält man analog. Die beiden Gleichungen müssen dann aber addiert werden.

### Definition über Reihenentwicklung
Die Taylorreihen mit dem Entwicklungspunkt z=0 unterscheiden sich nur in den Vorzeichen jedes zweiten Summengliedes.
Bei den Hyperbelfunktionen werden alle Reihenglieder addiert;
bei den Kreisfunktionen wird jedes zweite Reihenglied subtrahiert.
{\displaystyle {\begin{aligned}\sin(z)&=z-{\frac {z^{3}}{3!}}+{\frac {z^{5}}{5!}}-{\frac {z^{7}}{7!}}+\dots =\sum _{n=0}^{\infty }(-1)^{n}{\frac {z^{2n+1}}{(2n+1)!}}\\\sinh(z)&=z+{\frac {z^{3}}{3!}}+{\frac {z^{5}}{5!}}+{\frac {z^{7}}{7!}}+\dots =\sum _{n=0}^{\infty }{\frac {z^{2n+1}}{(2n+1)!}}\\\cos(z)&=1-{\frac {z^{2}}{2!}}+{\frac {z^{4}}{4!}}-{\frac {z^{6}}{6!}}+\dots =\sum _{n=0}^{\infty }(-1)^{n}{\frac {z^{2n}}{(2n)!}}\\\cosh(z)&=1+{\frac {z^{2}}{2!}}+{\frac {z^{4}}{4!}}+{\frac {z^{6}}{6!}}+\dots =\sum _{n=0}^{\infty }{\frac {z^{2n}}{(2n)!}}\end{aligned}}}
Hier steht der Ausdruck n! für die Fakultät von n, das Produkt der ersten n natürlichen Zahlen:
{\displaystyle n!=1\cdot 2\cdot \dots \cdot n} speziell auch {\displaystyle 0!=1}

## Eigenschaften der Funktionen

### Kreis und Hyperbel
Der Name Kreis- bzw. Hyperbelfunktionen stammt daher, dass die Kreisfunktionen einen Kreis {\displaystyle x^{2}+y^{2}=1} und die Hyperbelfunktionen eine Hyperbel {\displaystyle x^{2}-y^{2}=1} beschreiben.
u sei die eingeschlossene Fläche zwischen x-Achse, dem Graphen y(x) und der Verbindungsgeraden zwischen Ursprung und einem Punkt auf dem Graph. Für die Kreisfunktionen ist u ebenfalls gleich dem halben Winkel im Bogenmaß zwischen der Verbindungsgeraden zwischen Ursprung und einem Punkt auf dem Graph und der x-Achse. Beispielsweise entspricht einem Viertelkreis, also einer Fläche von u=π/4, ein Winkel von π/2. Man erhält somit bei der Umkehrung der Winkelfunktion einen Bogen (Arcus), daher: Arkussinus und Arkuskosinus. Für die Hyperbelfunktionen gilt nur die Definition mit der Fläche. Daher ergibt sich bei der Umkehrfunktion eine Fläche: Areasinus hyperbolicus und Areakosinus hyperbolicus.
Kreisfunktionen:
{\displaystyle \sin ^{2}(u)+\cos ^{2}(u)=1\quad {\text{mit}}\quad y=\sin(u)\quad {\text{und}}\quad x=\cos(u)}
{\displaystyle \Longrightarrow \quad {\text{Kreisgleichung}}\quad y=\pm {\sqrt {1-x^{2}}}}
Hyperbelfunktionen:
{\displaystyle \cosh ^{2}(u)-\sinh ^{2}(u)=1\quad {\text{mit}}\quad y=\sinh(u)\quad {\text{und}}\quad x=\cosh(u)}
{\displaystyle \Longrightarrow \quad {\text{Hyperbelgleichung}}\quad y=\pm {\sqrt {x^{2}-1}}}

### Umwandlung zwischen Kreis- und Hyperbelfunktionen
Für alle {\displaystyle z\in \mathbb {C} } gilt:
{\displaystyle {\begin{array}{rcr}\sin(i\cdot z)&=&i\cdot \sinh(z)\\\sinh(i\cdot z)&=&i\cdot \sin(z)\\\cos(i\cdot z)&=&\cosh(z)\\\cosh(i\cdot z)&=&\cos(z)\end{array}}}
beziehungsweise:
{\displaystyle {\begin{array}{rcr}\sin(z)&=&-i\cdot \sinh(i\cdot z)\\\sinh(z)&=&-i\cdot \sin(i\cdot z)\\\cos(z)&=&\cosh(i\cdot z)\\\cosh(z)&=&\cos(i\cdot z)\end{array}}}
Eine andere Möglichkeit, die Kreis- und Hyperbelfunktionen ineinander umzuwandeln, bietet die Gudermannfunktion. Der Vorteil ist dabei, dass der Umweg über die Komplexen Zahlen vermieden werden kann.
{\displaystyle \sinh(x)=\tan(\operatorname {gd} (x))\ }
{\displaystyle \cosh(x)=\sec(\operatorname {gd} (x))\ }
{\displaystyle \tanh(x)=\sin(\operatorname {gd} (x))\ }
{\displaystyle \operatorname {sech} (x)=\cos(\operatorname {gd} (x))\ }
{\displaystyle \operatorname {csch} (x)=\cot(\operatorname {gd} (x))\ }
{\displaystyle \coth(x)=\csc(\operatorname {gd} (x))\ }

### Ableitungen
Auch die Ableitungen der Kreis- und Hyperbelfunktionen sind einander ähnlich.
{\displaystyle {\begin{matrix}\sin '(z)&=&\cos(z)\\\sinh '(z)&=&\cosh(z)\\\cos '(z)&=&-\sin(z)\\\cosh '(z)&=&\sinh(z)\end{matrix}}}

### Additionstheoreme (Goniometrische Beziehungen)
Für die Kreis- wie auch für die Hyperbelfunktionen gelten die folgenden Additionstheoreme:
{\displaystyle {\begin{matrix}\sin(x\pm y)&=&\sin(x)\cos(y)\pm \cos(x)\sin(y)\\\cos(x\pm y)&=&\cos(x)\cos(y)\mp \sin(x)\sin(y)\\\tan(x\pm y)&=&\displaystyle {\frac {\tan(x)\pm \tan(y)}{1\mp \tan(x)\tan(y)}}\\\\\end{matrix}}}
{\displaystyle \sinh(x\pm y)=\sinh(x)\cosh(y)\pm \cosh(x)\sinh(y)}
{\displaystyle \cosh(x\pm y)=\cosh(x)\cosh(y)\pm \sinh(x)\sinh(y)}
{\displaystyle \tanh(x\pm y)={\frac {\tanh(x)\pm \tanh(y)}{1\pm \tanh(x)\tanh(y)}}}
{\displaystyle \sin(x)+\sin(y)=2\sin \left({\frac {x+y}{2}}\right)\cdot \cos \left({\frac {x-y}{2}}\right)}
{\displaystyle \sin(x)-\sin(y)=2\cos \left({\frac {x+y}{2}}\right)\cdot \sin \left({\frac {x-y}{2}}\right)}
{\displaystyle \cos(x)+\cos(y)=2\cos \left({\frac {x+y}{2}}\right)\cdot \cos \left({\frac {x-y}{2}}\right)}
{\displaystyle \cos(x)-\cos(y)=-2\sin \left({\frac {x+y}{2}}\right)\cdot \sin \left({\frac {x-y}{2}}\right)}
{\displaystyle \sinh(x)+\sinh(y)=2\sinh \left({\frac {x+y}{2}}\right)\cdot \cosh \left({\frac {x-y}{2}}\right)}
{\displaystyle \sinh(x)-\sinh(y)=2\cosh \left({\frac {x+y}{2}}\right)\cdot \sinh \left({\frac {x-y}{2}}\right)}
{\displaystyle \cosh(x)+\cosh(y)=2\cosh \left({\frac {x+y}{2}}\right)\cdot \cosh \left({\frac {x-y}{2}}\right)}
{\displaystyle \cosh(x)-\cosh(y)=2\sinh \left({\frac {x+y}{2}}\right)\cdot \sinh \left({\frac {x-y}{2}}\right)}
{\displaystyle \sin(x)\cdot \sin(y)={\frac {1}{2}}{\Big [}\cos(x-y)-\cos(x+y){\Big ]}}
{\displaystyle \cos(x)\cdot \cos(y)={\frac {1}{2}}{\Big [}\cos(x-y)+\cos(x+y){\Big ]}}
{\displaystyle \sin(x)\cdot \cos(y)={\frac {1}{2}}{\Big [}\sin(x-y)+\sin(x+y){\Big ]}}
{\displaystyle \sinh(x)\cdot \sinh(y)={\frac {1}{2}}{\Big [}\cosh(x+y)-\cosh(x-y){\Big ]}}
{\displaystyle \cosh(x)\cdot \cosh(y)={\frac {1}{2}}{\Big [}\cosh(x+y)+\cosh(x-y){\Big ]}}
{\displaystyle \sinh(x)\cdot \cosh(y)={\frac {1}{2}}{\Big [}\sinh(x+y)+\sinh(x-y){\Big ]}}
Für weitere Beziehungen siehe auch die Formelsammlung Trigonometrie.